# Драфт НБА 2006
Драфт НБА 2006 року відбувся 28 червня в Медісон-сквер-гарден у Нью-Йорку. Його транслювала телекомпанія ESPN. Команди Національної баскетбольної асоціації (NBA) по черзі вибирали найкращих випускників коледжів, а також інших кандидатів, офіційно зареєстрованих для участі в драфті, зокрема іноземців. У ньому єдиний раз команда Нью-Орлінс Горнетс взяла участь під тимчасовою назвою Нью-Орлінс/Оклахома Сіті Горнетс, оскільки місто Нью-Орлеан все ще не повністю було відійшло від урагану Катріна.
Торонто Репторз, які виграли драфтову лотерею вибрали під першим номером італійця Андреа Барньяні. Він став другим гравцем, який досягнув цього не маючи ігрового досвіду в США. Перед драфтом він виступав за італійський клуб Бенеттон Тревізо упродовж трьох років.

## Драфт
| РЗ | Розігруючий захисник | АЗ | Атакувальний захисник | ЛФ | Легкий форвард | ВФ | Важкий форвард | Ц | Центровий |

| ^ | Позначає гравців, обраних у Баскетбольну залу слави Нейсміта                                                        |
| * | Позначає гравців, які взяли участь принаймні в одній грі матчу всіх зірок НБА і потрапили до Збірної всіх зірок НБА |
| + | Позначає гравців, які взяли участь принаймні в одній грі матчу всіх зірок НБА                                       |
| x | Позначає гравців, які принаймні один раз потрапили до Збірної всіх зірок НБА                                        |
| # | Позначає гравців, які жодного разу не грали в регулярному сезоні НБА або плей-оф                                    |

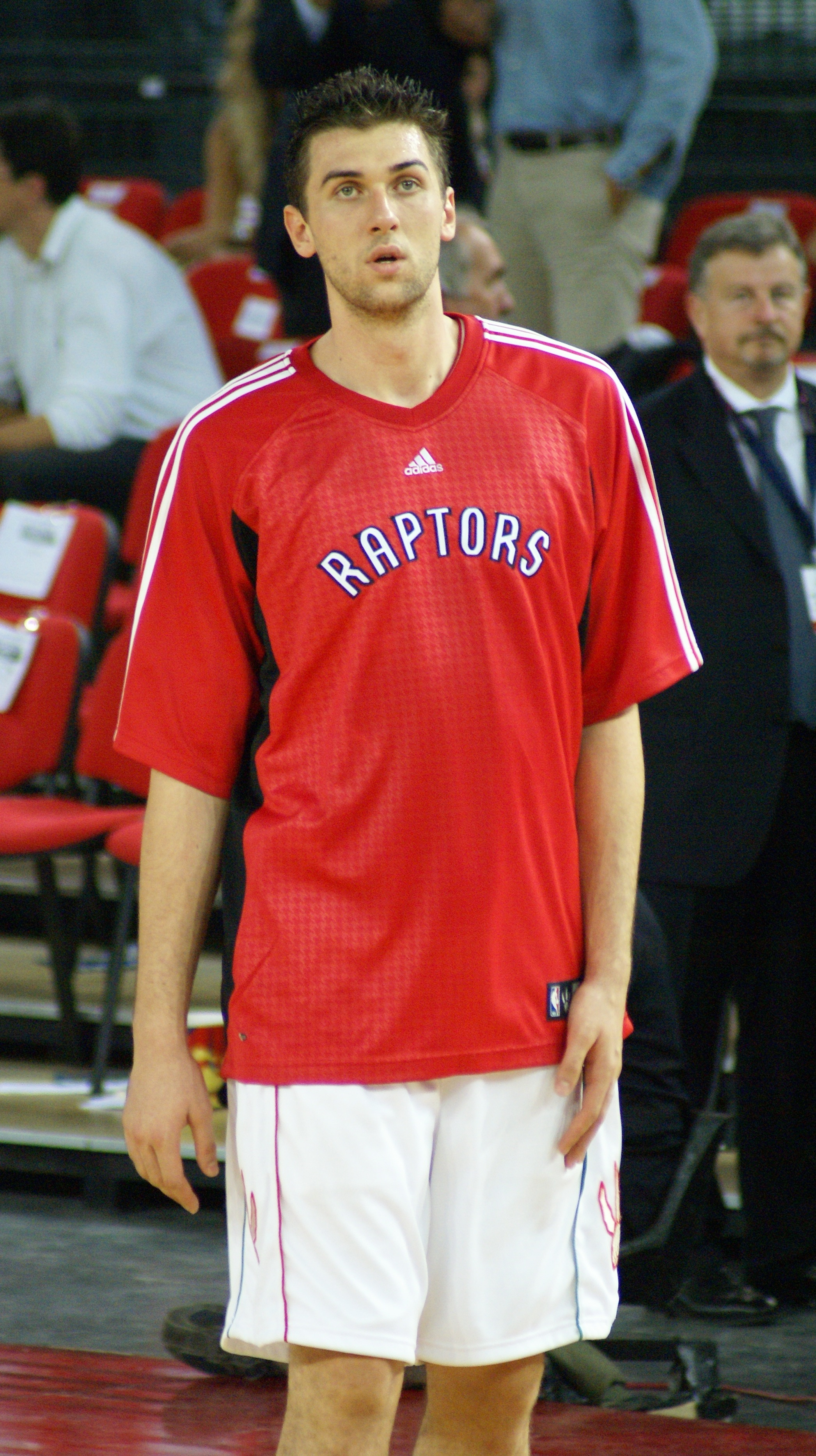
Торонто Репторз вибрали Андреа Барньяні під першим номером
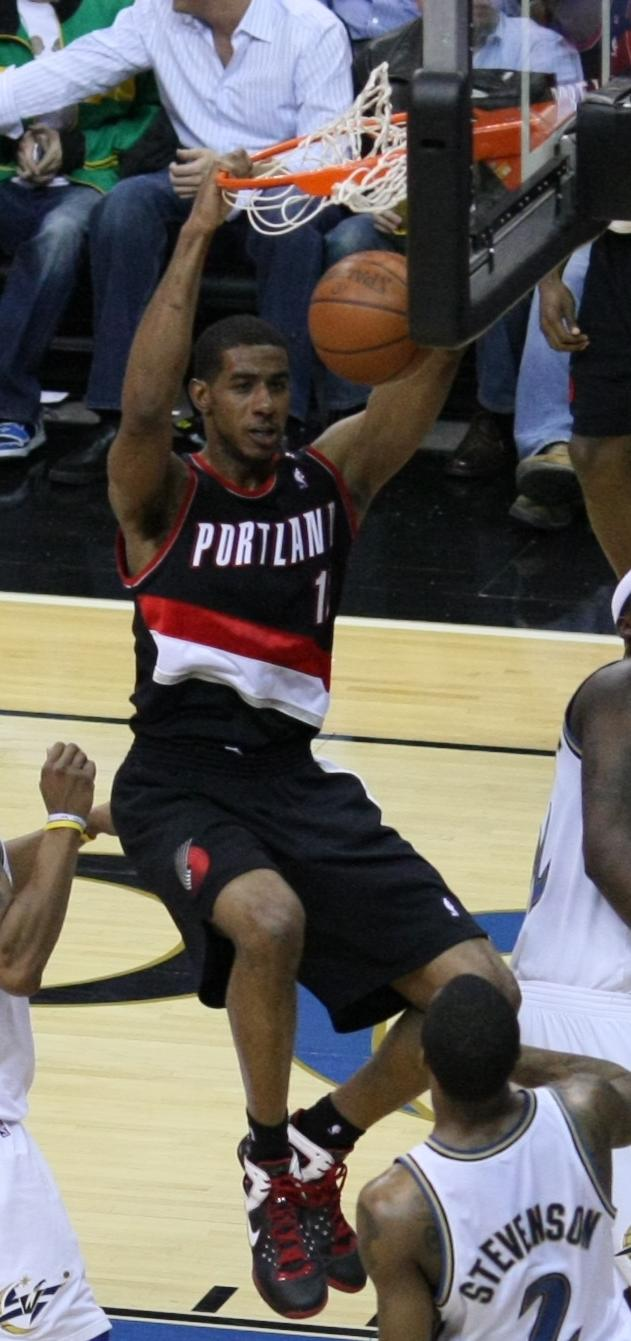
Чикаго Буллз вибрали ЛаМаркуса Олдріджа під другим номером і продали Портленд Трейл-Блейзерс
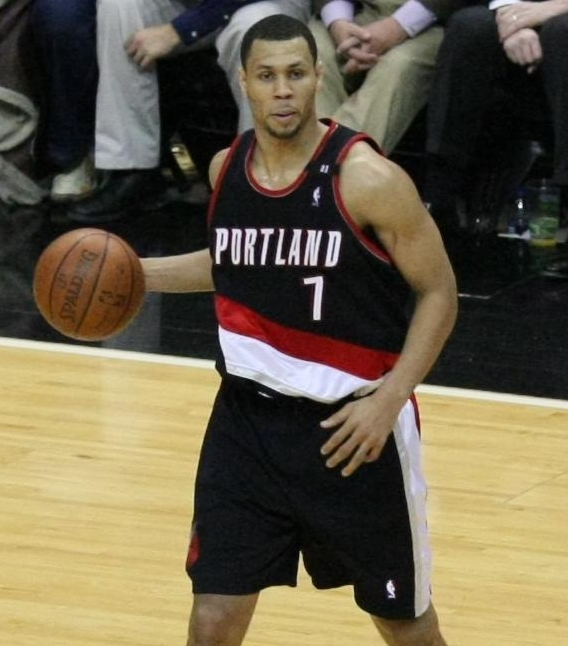
Міннесота Тімбервулвз вибрали Брендона Роя під шостим номером і продав Портленд Трейл-Блейзерс
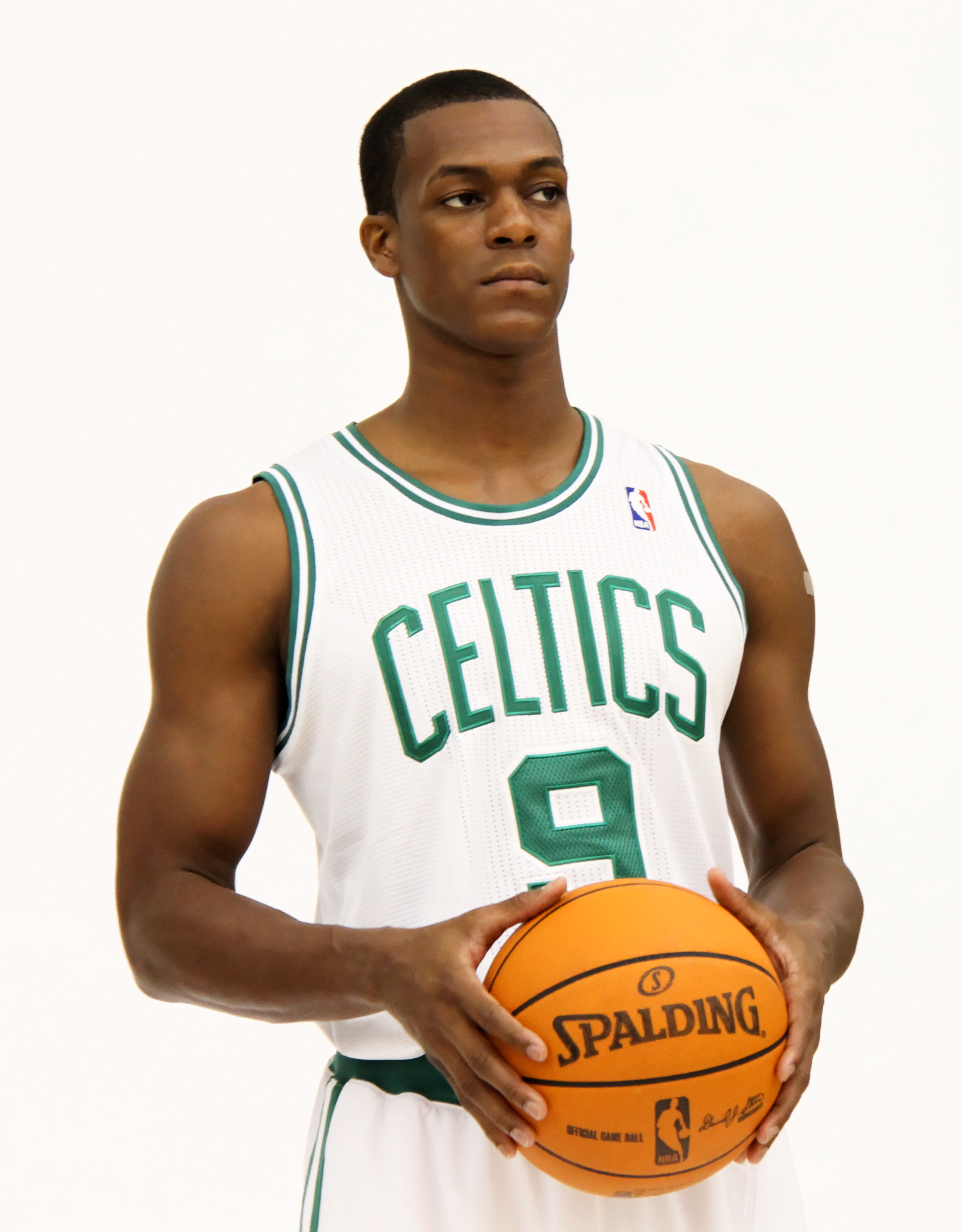
Бостон Селтікс вибрали Реджона Рондо під 21-м номером
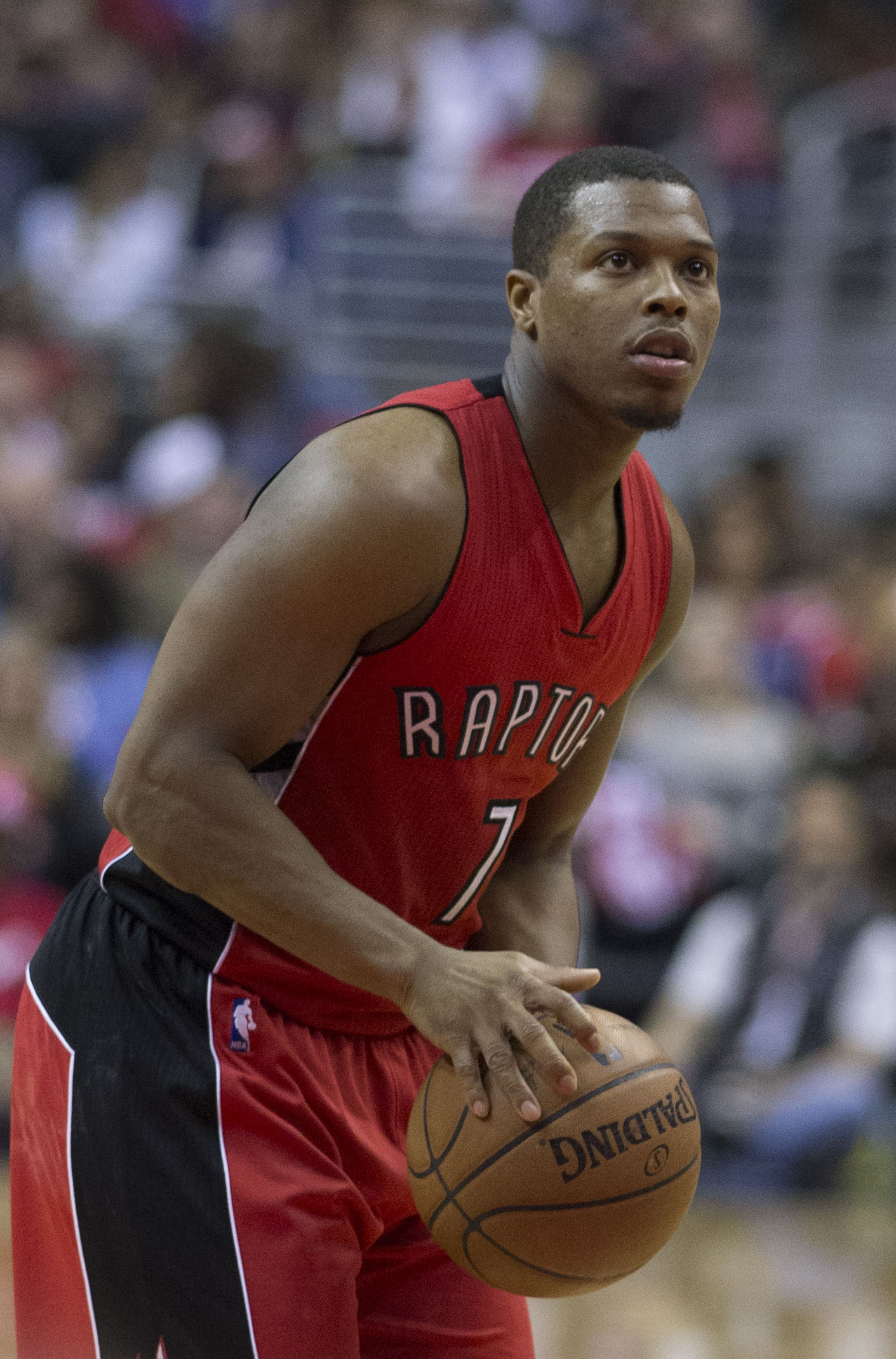
Мемфіс Ґріззліс вибрали Кайла Лаурі під 24-м номером
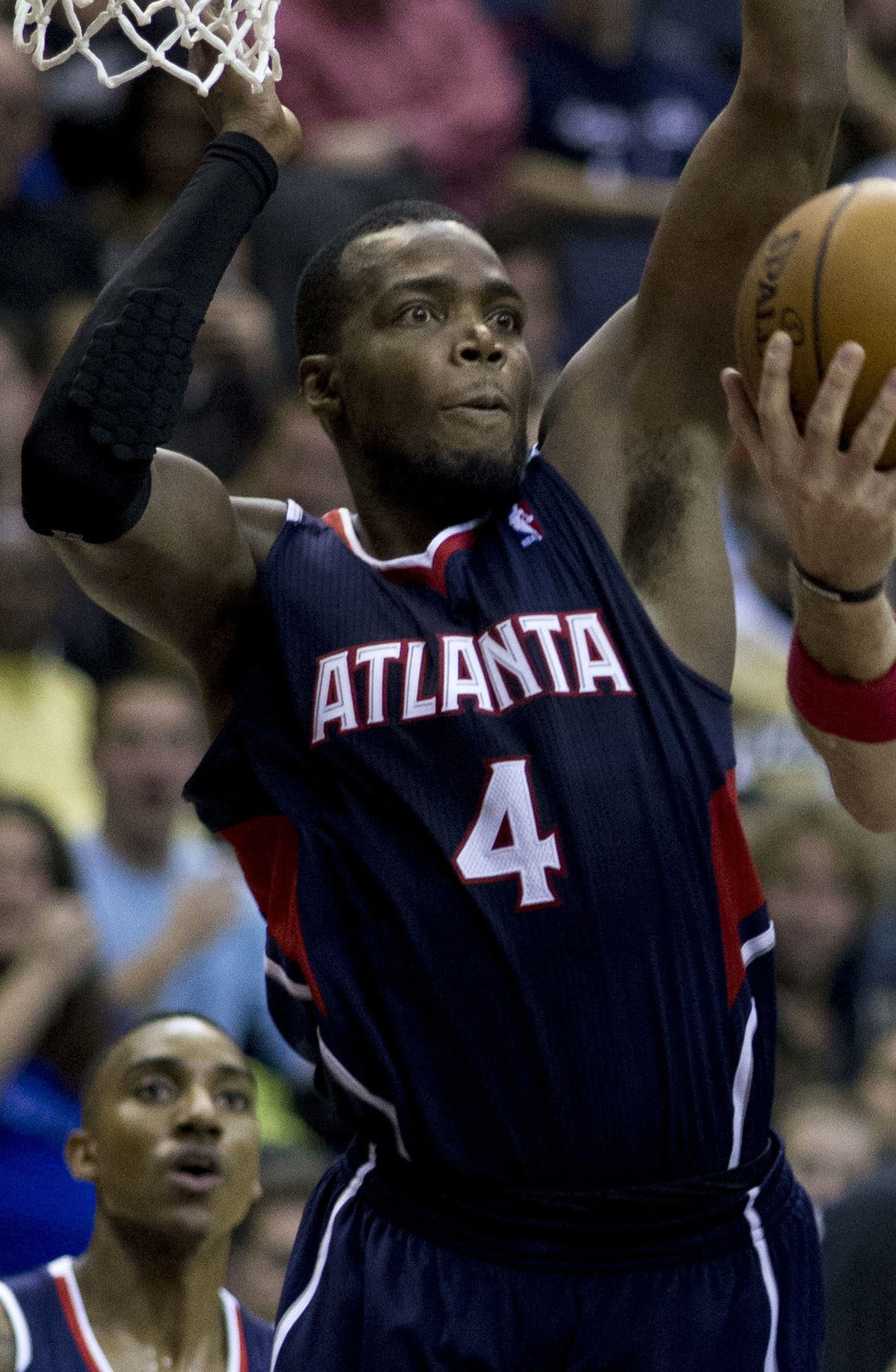
Юта Джаз вибрали Пола Міллсепа під 47-м номером

| Раунд | Вибір | Гравець               | Позиція | Громадянство         | Команда НБА                                                                                         | Коледж/Клуб                           |
| ----- | ----- | --------------------- | ------- | -------------------- | --------------------------------------------------------------------------------------------------- | ------------------------------------- |
| 1     | 1     | Андреа Барньяні       | PF      | Італія               | Торонто Репторз                                                                                     | Бенеттон Тревізо (Італія)             |
| 1     | 2     | ЛаМаркус Олдрідж*     | ВФ      | США                  | Чикаго Буллз (від Нью-Йорк, проданий у Портленд)[o][a]                                              | Техас (Соф.)                          |
| 1     | 3     | Адам Моррісон         | SF      | США                  | Шарлот Бобкетс                                                                                      | Гонзага (Дж.)                         |
| 1     | 4     | Тайрус Томас          | PF      | США                  | Портленд Трейл-Блейзерс (проданий у Чикаго)[a]                                                      | ЛСЮ (Фр.)                             |
| 1     | 5     | Шелден Вільямс        | PF      | США                  | Атланта Гокс                                                                                        | Дьюк (Ср.)                            |
| 1     | 6     | Брендон Рой*          | АЗ      | США                  | Міннесота Тімбервулвз (проданий у Портленд)[b]                                                      | Вашингтон (Ср.)                       |
| 1     | 7     | Ренді Фой             | SG      | США                  | Бостон Селтікс (проданий у Міннесота через Портленд)[b]                                             | Вілланова (Ср.)                       |
| 1     | 8     | Руді Гей              | ЛФ      | США                  | Х'юстон Рокетс (проданий у Мемфіс)[c]                                                               | Коннектикут (Соф.)                    |
| 1     | 9     | Патрік О'Браянт       | C       | США                  | Голден-Стейт Ворріорс                                                                               | Бредлі (Соф.)                         |
| 1     | 10    | Мухамед Сене          | C       | Сенегал              | Сіетл Суперсонікс                                                                                   | Верв'є-Пепінстер (Бельгія)            |
| 1     | 11    | Джей Джей Редік       | АЗ      | США                  | Орландо Меджик                                                                                      | Дьюк (Ср.)                            |
| 1     | 12    | Гілтон Армстронг      | C       | США                  | New Orleans/Oklahoma City Hornets                                                                   | Коннектикут (Ср.)                     |
| 1     | 13    | Табо Сефолоша         | АЗ      | Швейцарія ПАР        | Філадельфія Севенті-Сіксерс (проданий у Чикаго)[d]                                                  | Angelico Biella (Італія)              |
| 1     | 14    | Ронні Бруер           | SG      | США                  | Юта Джаз                                                                                            | Арканзас (Дж.)                        |
| 1     | 15    | Седрік Сіммонс        | SF      | США                  | New Orleans/Oklahoma City Hornets (від Мілвокі)[p]                                                  | НК Стейт (Соф.)                       |
| 1     | 16    | Родні Карні           | SF      | США                  | Чикаго Буллз (проданий у Філадельфія)[d]                                                            | Мемфіс (Ср.)                          |
| 1     | 17    | Шон Вільямс           | PF      | США                  | Індіана Пейсерз                                                                                     | Мемфіс (Фр.)                          |
| 1     | 18    | Олексій Печеров       | C       | Україна              | Вашингтон Візардс                                                                                   | Київ (баскетбольний клуб) (Україна)   |
| 1     | 19    | Квінсі Дабі           | G       | США                  | Сакраменто Кінґс                                                                                    | Ратгерс (Дж.)                         |
| 1     | 20    | Реналдо Балкман       | F       | Пуерто-Рико          | Нью-Йорк Нікс (від Денвер через Нью-Джерсі і Торонто)[q]                                            | Південна Кароліна (Дж.)               |
| 1     | 21    | Реджон Рондо*         | РЗ      | США                  | Фінікс Санз (від ЛА Лейкерс через Бостон і Атланта, проданий у Бостон)[r][e]                        | Кентуккі (Соф.)                       |
| 1     | 22    | Маркус Вільямс        | G       | США                  | Нью-Дже́рсі Нетс (від ЛА Кліпперс через Орландо і Денвер)[s]                                         | Коннектикут (Дж.)                     |
| 1     | 23    | Джош Бун              | F       | США                  | Нью-Дже́рсі Нетс                                                                                     | Коннектикут (Дж.)                     |
| 1     | 24    | Кайл Лаурі*           | РЗ      | США                  | Мемфіс Ґріззліс                                                                                     | Вілланова (Соф.)                      |
| 1     | 25    | Шеннон Браун          | G       | США                  | Клівленд Кавальєрс                                                                                  | Мічиган Стейт (Дж.)                   |
| 1     | 26    | Джордан Фармар        | G       | США                  | Лос-Анджелес Лейкерс (від Маямі)[t]                                                                 | УКЛА (Соф.)                           |
| 1     | 27    | Серхіо Родрігес       | G       | Іспанія              | Фінікс Санз (проданий у Портленд)[f]                                                                | Адекко Естудіантес (Іспанія)          |
| 1     | 28    | Моріс Ейджер          | G       | США                  | Даллас Маверікс                                                                                     | Мічиган Стейт (Ср.)                   |
| 1     | 29    | Марді Коллінс         | G       | США                  | Нью-Йорк Нікс (від Сан-Антоніо)[u]                                                                  | Темпл (Ср.)                           |
| 1     | 30    | Джоел Фріланд         | F       | Велика Британія      | Портленд Трейл-Блейзерс (від Детройт через Юта)[v]                                                  | Gran Canaria (Іспанія)                |
| 2     | 31    | Джеймс Вайт           | G       | США                  | Портленд Трейл-Блейзерс (проданий у Індіана)[g]                                                     | Цинциннаті (Ср.)                      |
| 2     | 32    | Стів Новак            | ЛФ      | США                  | Х'юстон Рокетс (від Нью-Йорк)[w]                                                                    | Маркетт (Ср.)                         |
| 2     | 33    | Соломон Джонс         | F       | США                  | Атланта Гокс                                                                                        | Південна Флорида (Ср.)                |
| 2     | 34    | Пол Девіс             | C       | США                  | Лос-Анджелес Кліпперс (від Шарлотт)[x]                                                              | Мічиган Стейт (Ср.)                   |
| 2     | 35    | Пі Джей Такер         | F       | США                  | Торонто Репторз                                                                                     | Техас (Дж.)                           |
| 2     | 36    | Крег Сміт             | F       | США                  | Міннесота Тімбервулвз (від Бостон)[y]                                                               | Бостонський коледж (Ср.)              |
| 2     | 37    | Боббі Джонс           | F       | США                  | Міннесота Тімбервулвз (проданий у Філадельфія)[h]                                                   | Вашингтон (Ср.)                       |
| 2     | 38    | Коста Перович         | C       | Сербія               | Голден-Стейт Ворріорс                                                                               | Партизан Белград (Сербія)             |
| 2     | 39    | Девід Ноел            | F       | США                  | Мілвокі Бакс (від Х'юстон)[z]                                                                       | Північна Кароліна (Ср.)               |
| 2     | 40    | Денам Браун#          | G       | Канада               | Сіетл Суперсонікс                                                                                   | Коннектикут (Ср.)                     |
| 2     | 41    | Джеймс Огастін        | F       | США                  | Орландо Меджик                                                                                      | Іллінойс (Ср.)                        |
| 2     | 42    | Деніел Гібсон         | G       | США                  | Клівленд Кавальєрс (від Філадельфія)[aa]                                                            | Техас (Соф.)                          |
| 2     | 43    | Маркус Вінісіус       | F       | Бразилія             | New Orleans/Oklahoma City Hornets                                                                   | Objetivo São Carlos (Бразилія)        |
| 2     | 44    | Ліор Еліяху#          | F       | Ізраїль              | Орландо Меджик (від Мілвокі через Клівленд, проданий у Х'юстон)[ab][i]                              | Hapoel Galil Elyon (Ізраїль)          |
| 2     | 45    | Алекзандер Джонсон    | F       | США                  | Індіана Пейсерз (проданий у Мемфіс через Портленд)[g]                                               | Флорида Стейт (Дж.)                   |
| 2     | 46    | Ді Браун              | G       | США                  | Юта Джаз (від Чикаго через Х'юстон)[ac]                                                             | Іллінойс (Ср.)                        |
| 2     | 47    | Пол Міллсеп+          | ВФ      | США                  | Юта Джаз                                                                                            | Луїзіана Тек (Дж.)                    |
| 2     | 48    | Володимир Веремеєнко# | F       | Білорусь             | Вашингтон Візардс                                                                                   | Динамо Ст.-Петербург (Росія)          |
| 2     | 49    | Ліон Поув             | F       | США                  | Денвер Наггетс (проданий у Бостон)[j]                                                               | Каліфорнія (Дж.)                      |
| 2     | 50    | Раян Голлінс          | C       | США                  | Шарлот Бобкетс (від Сакраменто)[ad]                                                                 | УКЛА (Ср.)                            |
| 2     | 51    | Шейх Самб             | C       | Сенегал              | Лос-Анджелес Лейкерс (проданий у Детройт)[k]                                                        | WTC Cornellà (Іспанія)                |
| 2     | 52    | Гільєрмо Діас         | G       | Пуерто-Рико          | Лос-Анджелес Кліпперс                                                                               | Маямі (Дж.)                           |
| 2     | 53    | Йотам Гальперін#      | G       | Ізраїль              | Сіетл Суперсонікс (від Мемфіс)[ae]                                                                  | Юніон Олімпія (Словенія)              |
| 2     | 54    | Гассан Адамс          | G       | США                  | Нью-Дже́рсі Нетс                                                                                     | Аризона (Ср.)                         |
| 2     | 55    | Еджике Угбоаджа#      | F       | Нігерія              | Клівленд Кавальєрс                                                                                  | Union Bank Lagos (Нігерія)            |
| 2     | 56    | Едін Бавчич#          | F       | Боснія і Герцеговина | Торонто Репторз (від Маямі через Бостон і New Orleans/Oklahoma City, проданий у Філадельфія)[af][l] | ASA BH Telecom (Боснія і Герцеговина) |
| 2     | 57    | Лукас Маврокефалідіс# | C       | Греція               | Міннесота Тімбервулвз (від Фінікс)[ag]                                                              | ПАОК (Греція)                         |
| 2     | 58    | Джей Ар Піннок#       | G       | США                  | Даллас Маверікс (проданий у ЛА Лейкерс)[m]                                                          | Джордж Вашингтон (Дж.)                |
| 2     | 59    | Дамір Маркота         | F       | Хорватія             | Сан-Антоніо Сперс (проданий у Мілвокі)[n]                                                           | Цибона Загреб (Хорватія)              |
| 2     | 60    | Вілл Блалок           | G       | США                  | Детройт Пістонс                                                                                     | Айова Стейт (Дж.)                     |

1. ↑  Громадянство означає національну збірну гравця, або яку країну він представляє. Якщо гравець не грав на міжнародному рівні, тоді цей пункт означає за збірну якої країни він може грати за правилами FIBA.

## Помітні гравці, яких не задрафтовано
Деякі з цих гравців, не вибраних на драфті, зіграли в НБА.
| Гравець                 | Позиція | Громадянство    | Коледж/Клуб              |
| ----------------------- | ------- | --------------- | ------------------------ |
| Луіс Амундсон           | F       | США             | УНВЛ (Sr.)               |
| Хосе Хуан Бареа         | PG      | Пуерто-Рико     | Northeastern (Sr.)       |
| Седрік Боузман          | G/F     | США             | УКЛА (Sr.)               |
| Кріс Коупланд           | SF      | США             | Колорадо (Sr.)           |
| Томас Гарднер           | SG      | США             | Міссурі (Jr.)            |
| Донтелл Джефферсон      | SG      | США             | Арканзас (Sr.)           |
| Юджін Джетер            | PG      | США             | Портленд (Sr.)           |
| Теренс Кінсі            | SG      | США             | Південна Кароліна (Sr.)  |
| Попс Менса-Бонсу        | PF      | Велика Британія | Лжордж Вашингтон (Sr.)   |
| Ларрі Оуенс             | SF/SG   | США             | Oral Roberts (Sr.)       |
| Кріс Квін               | PG      | США             | Нотр-Дам (Sr.)           |
| Аллан Рей               | SG/PG   | США             | Вілланова (Sr.)          |
| Джеремі Річардсон       | SG/SF   | США             | Delta State (Sr.)        |
| Вокер Рассел (молодший) | PG      | США             | Jacksonville State (Sr.) |
| Сі Джей Вотсон          | G       | США             | Теннессі (Sr.)           |

## Драфтова лотерея
НБА щорічно проводить лотерею перед драфтом, щоб визначити порядок вибору на драфті командами, які не потрапили до плей-оф у попередньому сезоні. Кожна команда, яка не потрапила до плей-оф, має шанс виграти один з трьох перших виборів, проте клуби, які показали найгірше співвідношення перемог до поразок у минулому сезоні, мають найбільші шанси на це. Після того, як визначено перші три вибори, решта команд відсортовуються відповідно до їх результатів у попередньому сезоні. Для команд з однаковим співвідношенням перемог до поразок 20 квітня НБА провела кидання жереба.
Лотерея відбулась 23 травня в Секаукусі Нью-Джерсі. Торонто Репторз, які мали п'яте найгірше співвідношення перемог до поразок, виграли лотерею, маючи шанс лише 8.8%. Чикаго Буллз, які придбали драфт-пік Нью-Йорк Нікс першого раунду внаслідок попередньої угоди, здобули друге право вибору. Портленд Трейл-Блейзерс, які мали найвищі шанси на перший драфт-пік, опинились лише на четвертому місці, найнижчому можливому для Портленда внаслідок лотереї.
Нижче вказано шанси для кожної з команд витягнути певний номер під час драфтової лотереї 2006 року, числа округлено до третьої цифри після коми:
| ^ | Позначає дійсні результати лотереї |

| Команда                           | Результати в сезоні 2005–2006 | Шанси в лотереї | Вибір | Вибір | Вибір | Вибір | Вибір | Вибір | Вибір | Вибір | Вибір | Вибір | Вибір | Вибір | Вибір | Вибір |
| Команда                           | Результати в сезоні 2005–2006 | Шанси в лотереї | 1-й   | 2-й   | 3-й   | 4-й   | 5-й   | 6-й   | 7-й   | 8-й   | 9-й   | 10-й  | 11-й  | 12-й  | 13-й  | 14th  |
| --------------------------------- | ----------------------------- | --------------- | ----- | ----- | ----- | ----- | ----- | ----- | ----- | ----- | ----- | ----- | ----- | ----- | ----- | ----- |
| Портленд Трейл-Блейзерс           | 21–61                         | 250             | ,250  | ,215  | ,177  | ,358^ | —     | —     | —     | —     | —     | —     | —     | —     | —     | —     |
| Нью-Йорк Ніксa[›]                 | 23–59                         | 199             | ,199  | ,188^ | ,171  | ,319  | ,124  | —     | —     | —     | —     | —     | —     | —     | —     | —     |
| Шарлот Бобкетс                    | 26–56                         | 138             | ,138  | ,142  | ,145^ | ,238  | ,290  | ,045  | —     | —     | —     | —     | —     | —     | —     | —     |
| Атланта Гокс                      | 26–56                         | 137             | ,137  | ,142  | ,145  | ,085  | ,323^ | ,156  | ,013  | —     | —     | —     | —     | —     | —     | —     |
| Торонто Репторз                   | 27–55                         | 88              | ,088^ | ,096  | ,106  | —     | ,262  | ,359  | ,084  | ,004  | —     | —     | —     | —     | —     | —     |
| Міннесота Тімбервулвз             | 33–49                         | 53              | ,053  | ,060  | ,070  | —     | —     | ,440^ | ,330  | ,045  | ,001  | —     | —     | —     | —     | —     |
| Бостон Селтікс                    | 33–49                         | 53              | ,053  | ,060  | ,070  | —     | —     | —     | ,573^ | ,226  | ,018  | ,000  | —     | —     | —     | —     |
| Х'юстон Рокетс                    | 34–48                         | 23              | ,023  | ,027  | ,032  | —     | —     | —     | —     | ,725^ | ,184  | ,009  | ,000  | —     | —     | —     |
| Голден-Стейт Ворріорс             | 34–48                         | 22              | ,022  | ,026  | ,031  | —     | —     | —     | —     | —     | ,797^ | ,121  | ,004  | ,000  | —     | —     |
| Сіетл Суперсонікс                 | 35–47                         | 11              | ,011  | ,013  | ,016  | —     | —     | —     | —     | —     | —     | ,870^ | ,089  | ,002  | ,000  | —     |
| Орландо Меджик                    | 36–46                         | 8               | ,008  | ,009  | ,012  | —     | —     | —     | —     | —     | —     | —     | ,908^ | ,063  | ,001  | ,000  |
| New Orleans/Oklahoma City Hornets | 38–44                         | 7               | ,007  | ,008  | ,010  | —     | —     | —     | —     | —     | —     | —     | —     | ,935^ | ,039  | ,000  |
| Філадельфія Севенті-Сіксерс       | 38–44                         | 6               | ,006  | ,007  | ,009  | —     | —     | —     | —     | —     | —     | —     | —     | —     | ,960^ | ,018  |
| Юта Джаз                          | 41–41                         | 5               | ,005  | ,006  | ,007  | —     | —     | —     | —     | —     | —     | —     | —     | —     | —     | ,982^ |

^ a: Драфт-пік Нью-Йорк Нікс перейшов до Чикаго Буллз.[o]